# 올블릿
올블릿은 주식회사 블로그칵테일에서 운영하는 광고 중계사이트의 상표명이다.
올블로그와 비슷하게 시작되었으며 초기 올블로그 광고는 스크립트방식과 이후에 티스토리에 자동연동 첨부기능이 운영 되었다.
당시 운영하는 블로그를 통해서 수익을 만들수 있다는 효과로 인해서 많은 블로거와 소규모 사이트 운영자들이 이용해왔다.

## 악성코드
이하 운영난이 시작된것은 구글 크롬이 악성코드를 감지하면서 시작되었다.
크롬의 세이프브라우징 기능이 악성코드를 감지하여 HTML을 직접적으로 변경 할 수 있는
티스토리, 이글루스에서 문제가 발생한 것이다.
올블릿 이용자들은 그로 인하여 악성코드 문제를 해결하기 위해 잠정적으로 올블릿 스크립트를 빼낼수 밖에 없었다.
구글 그룹스에서 2014년 3월 31일 문제가 논의 되었고 운용광고는 모두 내려진 상태이다.